# Медора (Северна Дакота)
Медора (енгл. Medora) град је у америчкој савезној држави Северна Дакота.

## Демографија
По попису из 2010. године број становника је 112, што је 12 (12,0%) становника више него 2000. године.
| Група             | 2000.      | 2010.       |
| Белци             | 99 (99,0%) | 105 (93,8%) |
| Афроамериканци    | 0 (0,0%)   | 0 (0,0%)    |
| Азијати           | 0 (0,0%)   | 4 (3,6%)    |
| Хиспаноамериканци | 1 (1,0%)   | 0 (0,0%)    |
| Укупно            | 100        | 112         |